# Paon
Paon (パオン?) es una compañía de desarrollo de videojuegos con sede en Japón.
Cuando la empresa Data East quebró, PAON compró los derechos de algunos de sus juegos, incluyendo Chelnov (a veces conocido como Atomic Runner fuera de Japón) y la serie Hercules no Eikō. Ahora están publicando gradualmente algunos de ellos en la Consola Virtual de Wii. También participaron en el desarrollo de Super Smash Bros. Brawl. Han desarrollado juegos para Game Boy Advance, Nintendo DS, Wii, PlayStation 2, PlayStation 3, PlayStation 4 y PlayStation Portable.
Paon consiguió el derecho para trabajar con la serie Donkey Kong de Nintendo, tras la venta de Rare a Microsoft. Han creado DK: King of Swing, DK: Jungle Climber y DK Barrel Blast. También desarrollaron Glory of Heracles, el quinto título de la serie Hercules no Eikō.

## Juegos desarrollados
- The Wild Rings (2003, Microsoft Game Studios, Xbox)
- The Legend of Heroes: Trails in the Sky (2004, PlayStation Portable)
- Blood Will Tell: Tezuka Osamu's Dororo (2004, PlayStation 2
- Donkey Kong: King of Swing (2005, Nintendo, Game Boy Advance)
- Trapt (2005, PlayStation 2)
- The Legend of Heroes: Trails in the Sky SC (2006, PlayStation Portable)
- The Legend of Heroes: Trails in the Sky the 3rd (2007, PlayStation Portable)
- Donkey Kong: Jungle Climber (2007, Nintendo, Nintendo DS)
- Donkey Kong Barrel Blast (2008, Nintendo, Wii)
- Super Smash Bros. Brawl (2008, Nintendo, Wii) (codesarrolladora)
- Daito Giken Koushiki Pachislot Simulator: 24- Twenty-Four (2008, PlayStation 2)
- Glory of Heracles (2008, Nintendo, Nintendo DS)
- Klonoa Wii (2008, Namco (JP)/ Bandai Namco Games (US), Wii)
- AquaSpace (2010, Wii)
- Natural Doctrine (2014, PlayStation 3)